# Людина на полустанку
«Людина на полустанку» (рос. «Человек на полустанке») — радянський художній фільм 1983 року, дебютна картина режисера Василя Паніна.

## Сюжет
Прохор Тимофійович живе один. Колишній фронтовик — який був колись машиністом, що водив потяги зі снарядами на фронт і по льоду продукти в блокадний Ленінград, дізнавшись, що загинула його сім'я — він став сапером. Повернувшись з війни він все життя працює колійним обхідником. Але старий не самотній, його — «Почесного залізничника», знає і поважає не лише бригада ремонтників його перегону. Старий радий коли до нього приїжджає його прийомний син, невістка та онук. Фільм про залізничників і людські відносини між людьми різних поколінь.

## У ролях
- Микола Крючков — Прохор Тимофійович Афанасьєв — шляховий обхідник
- Олександр Фатюшин — Федір Таранін, прийомний син Прохора Тимофійовича
- Олег Анофрієв — Василь
- Раїса Рязанова — Алевтина, дружина Василя
- Микола Парфьонов — Скрипник
- Володимир Мазурін — Проша
- Олена Циплакова — Надія, мати Проши
- Микола Аверюшкин — Женя Стриж, ремонтник, член бригади Федора
- Сергій Юртайкин — ремонтник, член бригади Федора
- Людмила Купіна — ремонтниця, член бригади Федора
- Марина Лобишева-Ганчук — ремонтниця, член бригади Федора
- Юрій Богомолов — молодий ремонтник
- Валентина Ананьїна — диспетчерка
- Володимир Дружников — Сергій Іванович Шумський
- Арнольд Курбатов — член залізничної комісії
- Андрій Войновський — керівник хору
- Віктор Лазарев — дід-рибалка
- Елла Некрасова — Федосіївна
- Тетяна Ромашина — Стеша, дружина Прохора

## Знімальна група
- Режисер — Василь Панін
- Сценаристи — Арнольд Вітоль, Олег Ніколаєв, Василь Панін
- Оператори — Ігор Слабневич, Анатолій Климачов
- Композитор — Ісаак Шварц
- Художник — Михайло Карташов